# حدیث مردان فارسی
این حدیث که منسوب به محمد بن عبدالله (پیامبر اسلام) بوده به شرح زیر است:
لو کان العلم معلقا بالثریا لتناوله رجال من ابناء الفارس— «جعفر عن أبیه أن رسول‌الله ص قال لو کان العلم منوطا بالثریا لتناولته رجال من فارس».
«اگر دانش [یا ایمان] به ستاره ثریا بسته باشد و در آسمان‌ها آرام گیرد، مردانی از سرزمین ایران بدان دست می‌یابند.»

## شأن صدور حدیث
1. از دیدگاه مترجم نهج الفصاحه[۴]
[...از جمله حدیث‌ها که سیاق درست دارد و یک کلمه آن را تحریف نکرده‌اند آن حدیث است که به تأیید هوش و ایمان پارسی‌نژادان آورده‌اند که اگر ایمان (یا علم) به ثریّا بودی مردمی از اهل پارس بدان رسیدند.
و این از تحریفات شعوبیان است که در قدح عرب و مدح غیر عرب کوششی داشتند. اصل حدیث که بخاری و مسلم و ترمدی در باب تفسیر آورده‌اند چنین است که راوی گوید: «ما نزد پیمبر بودیم که سوره جمعه بیامد، آیه اول را که وصف بعثت وی در میان امیان است بخواند و به آیه دوم رسید که وصف به هدایت نه پیوستگان است، یکی گفت آنها که بما نپیوسته‌اند کیانند و پیمبر در جواب او سکوت کرد، آنگاه دست بر سلمان فارسی که در میان حاضران بود نهاد و گفت اگر ایمان به ثریّا بودی مردمی مانند این بدان رسیدندی.» متن حدیث این است و گوئی شعوبیان که غالباً غیر عرب بوده و سلیقه کافی برای جعل حدیث تمام نداشته‌اند «مردمی مانند این» را تحریف کرده به‌جای آن «مردانی از پارس» نهاده‌اند و هم در روایت دیگر برای مزید تفضیل «ایمان» را به «علم» بدل کرده‌اند که به نظر ایشان در عرصه مفاخره با عرب اعتبار علم از «ایمان» بیشتر بوده‌است، اما روح حدیث از این هر دو تحریف بیزار است…].
2. از دیدگاه تفسیر نمونه
 «هنگامی که آیه ۵۴ سوره مائده نازل گردید و عده‌ای از پیامبر (صلی اللّه علیه و آله و سلّم) دربارهٔ این آیه سؤال کردند دست خود را بر شانه سلمان زد و فرمود: این و یاران او و هموطنان او هستند؛ و به این ترتیب از اسلام آوردن ایرانیان و کوشش‌ها و تلاش‌های پرثمر آنان برای پیشرفت اسلام در زمینه‌های مختلف، پیشگویی کرد. سپس فرمود: لو کان الدین معلقا بالثریا لتناوله رجال من ابناء الفارس: اگر دین به ستاره ثریا بسته باشد و در آسمان‌ها قرار گیرد، مردانی از فارس آن را در اختیار خواهند گرفت».
3. از دیدگاه تفسیر مجمع البیان
 «هنگامی که آیه ۵۴ سوره مائده[۵] نازل گردید پیامبر در پاسخ از پرسشی در مورد تفسیر این آیه شریفه، دست خویش را بر شانه سلمان زد و فرمود: منظور، این مرد و هموطنان اوست: و روی انّ النّبی صلی الله علیه وآله سئل عن هذه الآیة فضرب بیده علی عاتق سلمان فقال: هذا و ذوه، ثمّ قال صلی الله علیه وآله: لو کان الدّین بالثّریّا تناوله رجال من ابناء فارس…». آن گاه افزود: «اگر دین و آیین خدا در آسمان‌ها و به ستاره «ثریا» نیز بسته شده باشد مردانی از فارس حقجویانه آن را خواهند یافت و پس از نایل آمدن به آن به مقرراتش عمل خواهند کرد».

## دانش یا دین
در پاره‌ای از کتاب‌ها، واژه دانش و در دسته‌ای دیگر، کلمه دین در عبارت «لو کان … معلقا بالثریا لتناوله رجال من ابناء الفارس» به کار رفته‌است.
1. کتبی که واژه دانش به کار رفته‌است:
  1. کنزالعمال[۶]
  2. نور الثقلین[۷]
  3. حلیة الاولیا[۸]
  4. الدرر السنیه[۹]
  5. مسند احمد
  6. صحیح مسلم
  7. سفینة البحار[۱۰]
2. کتبی که کلمه دین به کار رفته‌است:
  1. تفسیر مجمع البیان[۱۱]
  2. سنن الترمذی
  3. استعیاب[۱۲]
  4. تفسیر ابن کثیر[۱۳]
  5. مصابیح السنة[۱۴]

## روایت ابن خلدون
دانشمند عرب ابن خلدون روند تاریخ را مصداق گفتار پیغمبر می‌داند. «از شگفتی‌های که واقعیت دارد این است که بیشتر دانشوران ملت اسلام، خواه در علم شرعی و چه در دانش‌های عقلی بجز در مواردی نادر غیر عرب‌اند و اگر کسانی از آنان یافت شوند از حیث نژاد عرب اند از لحاظ زبان و مهد تربیت و مشایخ استادان عجمی هستند. چنان‌که صاحب صناعت نحو، سیبوبیه، و پس از او فارسی و دنبال آنان زجاج بود و همهٔ آنها از لحاظ نژاد ایرانی به‌شمار می‌رفتند. آنان زبان را در مهد تربیت آمیزش با عرب آموختند و آن را به صورت قوانین و فنی درآوردند که آیندگان از آن بهره‌مند شوند؛ و همهٔ عالمان اصول فقه چنان‌که می‌دانی و هم کلیه علمای علم کلام همچنین بیشتر مفسران ایرانی (پارسی) بودند و بجز پارسیان (ایرانیان) کسی به حفظ تدوین علم قیام نکرد و از این رو مصداق گفتار پیامبر (ص) پدید آمد که فرمود: اگر دانش به گردن آسمان درآویزد قومی از مردم فارس بدان نایل می‌آیند و آن را به دست می‌آورند. اما علوم عقلی نیز در اسلام پدید نیامد مگر پس از عصری که دانشمندان و مؤلفان آن‌ها متمایز شدند و کلیه این دانش‌ها به منزله صناعتی مستقر گردید و بالنتیجه به پارسیان اختصاص یافت و تازیان آن‌ها را فروگذاشتند و از ممارست در آن‌ها منصرف شدند. مانند همه صنایع در این دانش‌ها همچنان در شهر متداول بود تا روزگاری که تمدن و عمران در فارس و بلاد آن کشور مانند عراق و خراسان و ماوراءالنهر مستقر بود.»